# Grupo japonés de reconstrucción y apoyo a Irak
La Grupo Japonés de Reconstrucción y Apoyo a Irak (JIRSG), también conocido como Grupo de Reconstrucción y Apoyo de Irak de las Fuerzas de Autodefensa de Japón (自衛隊イラク復興支援群 Jietai Iraku Fukkou Shiengun?) se refiere a un batallón con el tamaño de un contingente de las Fuerzas de Autodefensa de Japón que se envió al sur de Irak a principios de enero de 2004, y se retiró a finales de julio de 2006.
Sus funciones incluían tareas como la purificación del agua, la reconstrucción y el restablecimiento de instalaciones públicas, incluidas las instalaciones médicas conocidas como Centros de Salud Pública, para el pueblo iraquí. Si bien la ley exige que permanezcan dentro de zonas sin combate, los registros de la GSDF revelaron que había tropas japonesas presentes en áreas de hostilidades activas.
Supuso todo un hito, ya que se trataba de la primera vez que soldados japoneses actuaban fuera del territorio nacional desde la Segunda Guerra Mundial.